# Dardan Mustafa
Dardan Mustafa (Amburgo, 5 febbraio 1992) è un calciatore svedese, attaccante dell'Österlen FF.